# La guerra de Troia
La guerra de Troia (títol original en italià: La guerra di Troia) és una pel·lícula (pèplum) franco-italiana dirigida per Giorgio Ferroni el 1961. La pel·lícula s'inspira lliurement en el mite grec antic de la guerra de Troia i en particular de la Ilíada, de la qual s'aparta col·locant en el primer pla l'heroi troià Enees de qui desenvolupa aventures originals. Ha estat doblada al català.

## Argument[2]
Des de fa deu anys, els grecs assetgen la ciutat de Troia per tornar a Menelau, rei d'Esparta, la bella Helena (la seva esposa) presa pel príncep troià Paris amb l'ajuda de la deessa Afrodita. Aquil·les mata el valerós Hèctor (germà de Paris i fill del rei Príam), que havia matat Pàtrocle, bon company d'Aquil·les. Príam demana a Aquil·les el cos del seu fill. Després de llargues discussions, el rei troià aconsegueix recuperar el cadàver del seu fill gran per donar-li el funeral digne del seu grau de príncep.
Els troians sol·liciten una treva amb els grecs que accepten. Enees, un dels més valerosos guerrers troians, és enviat secretament en una missió per tal de formar un exèrcit de cavallers que permeti fer fora definitivament els grecs. A canvi de la treva, aquests reben ostatges i sobretot fusta per petició d'Odisseu que imagina una trampa temible sota la forma seductora d'una estàtua en forma de cavall dedicada a Posseidó. Paris acabat sent mort per Aquil·les.

## Repartiment
- Steve Reeves: Enees
- Juliette Mayniel: Helena
- John Drew Barrymore: Odisseu
- Carlo Tamberlani: Menelau
- Nerio Bernardi: Agamèmnon
- Mimmo Palmara: Àiax el gran
- Warner Bentivegna: Paris
- Nando Tamberlani